# Joseph Haslet
Joseph Haslet (1769 - 20 de junho de 1823) foi um político norte-americano que foi governador do estado do Delaware, no período de 1823 a 1823.